# Monroe (Dakota del Sud)
Monroe è un comune (town) degli Stati Uniti d'America della contea di Turner nello Stato del Dakota del Sud. La popolazione era di 160 abitanti al censimento del 2010.

## Geografia fisica
Monroe è situata a 43°29′13″N 97°12′59″W (43.487033, -97.216367).
Secondo lo United States Census Bureau, la città ha una superficie totale di 0,98 km², dei quali 0,98 km² di territorio e 0 km² di acque interne (0% del totale).
A Monroe è stato assegnato lo ZIP code 57047 e lo FIPS place code 43380.

## Storia
Monroe in origine si chiamava Warrington, e sotto quest'ultimo nome fu mappata nel 1887. Alcuni pensano che il nome attuale è in onore di James Monroe, quinto presidente degli Stati Uniti, altri pensano che il nome derivi dall'omonima città nel Wisconsin, da dove proveniva uno dei primi coloni. Un ufficio postale chiamato Monroe fu creato nel 1890, e rimase in operazione fino a quando non fu interrotto nel 1965.

## Società

### Evoluzione demografica
Secondo il censimento del 2010, c'erano 160 abitanti.

### Etnie e minoranze straniere
Secondo il censimento del 2010, la composizione etnica della città era formata dal 98,13% di bianchi, lo 0% di afroamericani, lo 0% di nativi americani, lo 0,63% di asiatici, lo 0% di oceanici, lo 0% di altre etnie, e l'1,25% di due o più etnie. Ispanici o latinos di qualunque etnia erano lo 0,63% della popolazione.